# Wolf Netter & Jacobi

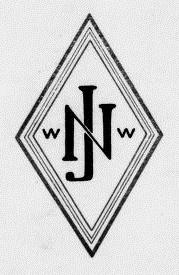
Firmenlogo

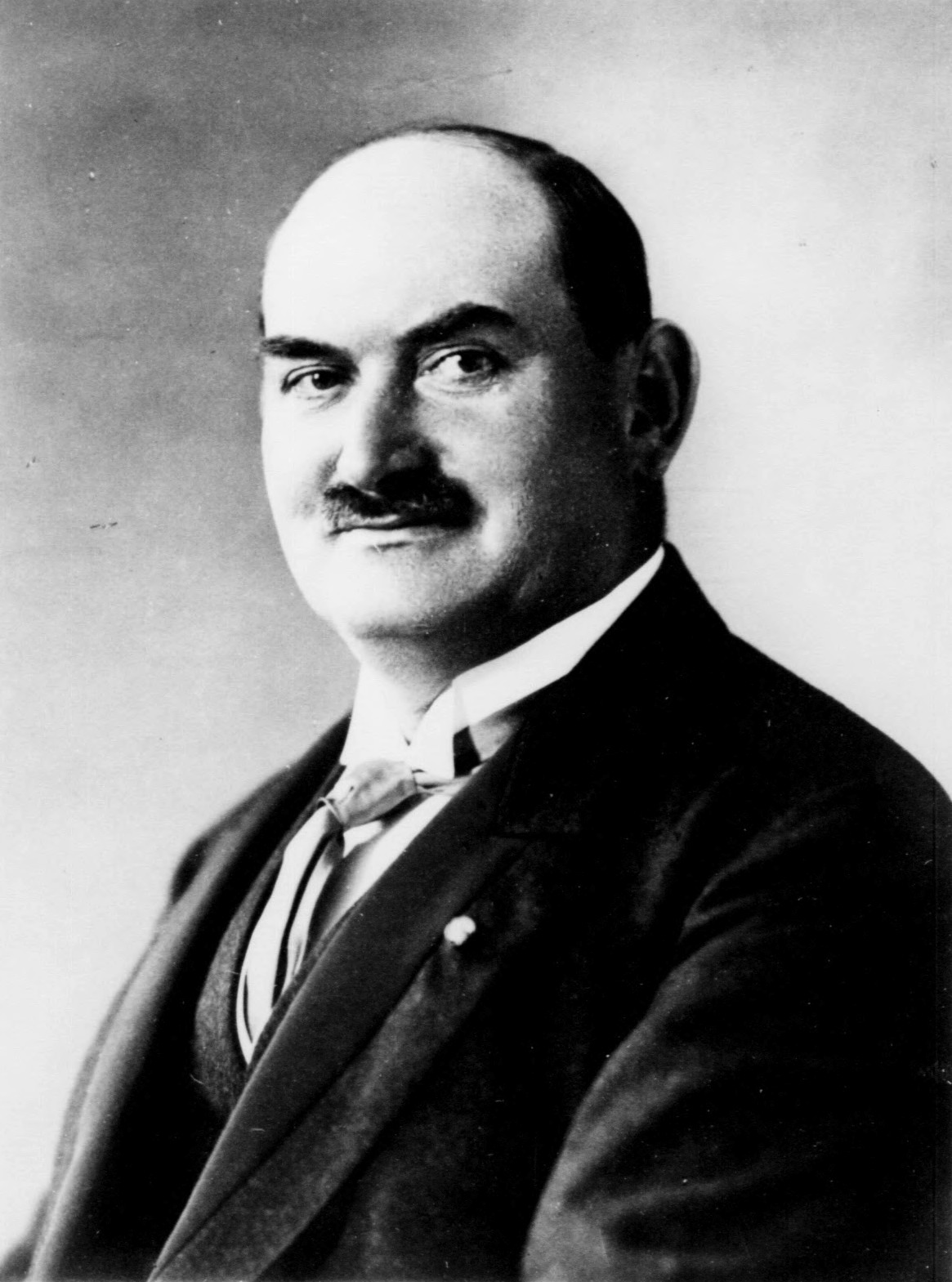
Carl Leopold Netter

Wolf Netter & Jacobi, häufig auch falsch Wolf, Netter & Jacobi mit einem Komma geschrieben, war ein deutsches Unternehmen der Eisen- und Stahlindustrie, das 1938 „arisiert“ und vom Mannesmann-Konzern übernommen wurde.

## Geschichte
1833 gründete der Kaufmann Wolf Netter (1783–1859) in Bühl eine Eisenwarenhandlung. Unter seinen Söhnen Jacob und Joseph Netter wandte sich das Unternehmen zunehmend auch der Herstellung von Eisen- und Stahlprodukten zu. 1873 etablierte Salomon Jacobi eine Niederlassung in Straßburg im damaligen Reichsland Elsaß-Lothringen, die bald der Hauptsitz des nunmehr als Wolf Netter & Jacobi firmierenden Unternehmens wurde. Die 1853 in Ludwigshafen gegründete Niederlassung hingegen blieb beim Handel unter dem angestammten Namen Wolf Netter und wurde eigenständig.
Unter Carl Leopold Netter expandierte das Unternehmen am stärksten. Von 1890 bis 1905 stieg die Zahl der Beschäftigten von 900 auf 3000. Das Walzwerk in Finnentrop, das Feinbleche herstellte, war eines der leistungsfähigsten in Deutschland. Mit 70.000 Tonnen jährlicher Gesamtproduktion war Wolf Netter & Jacobi zu dieser Zeit das größte Unternehmen seiner Art auf dem europäischen Festland.

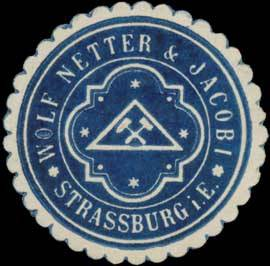
Siegelmarke Straßburg (vor 1918)
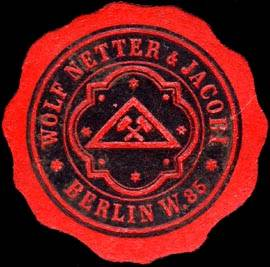
Siegelmarke Berlin (vor 1918)
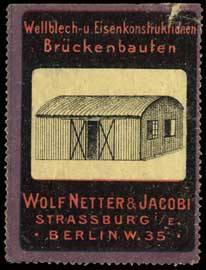
Werbemarke Wellblechbau (vor 1918)
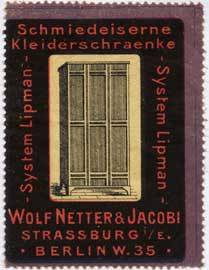
Werbemarke Stahlschrank (vor 1918)

Wolf Netter & Jacobi vertrieb exklusiv die von Robert Lipman entwickelten Lipman-Regale und hatte damit eine marktbeherrschende Position in der Einrichtung von Archiven und Bibliotheken. Auch der Neubau der Staatsbibliothek zu Berlin (Haus Unter den Linden) wurde bis 1914 mit Regalen von Wolf Netter & Jacobi für 3 Millionen Bände ausgestattet. Auf der ersten Internationalen Ausstellung für Buchgewerbe und Grafik (Bugra) in Leipzig 1914 zeigte Wolf Netter & Jacobi eine dreistöckige freistehende Regalanlage, die im In- und Ausland große Beachtung fand. Neben den Regalen produzierte das Unternehmen ein komplettes Ausstattungsprogramm für Archive und Bibliotheken mit Artikeln wie Bücherstützen, Signaturrahmen, Bücherwagen, Abstelltischen, Schreibtischen, Karteikästen in Holz und Stahl, Kapseln für Karten und Archivalien und den dazugehörigen Schränken und Garderoben etc.

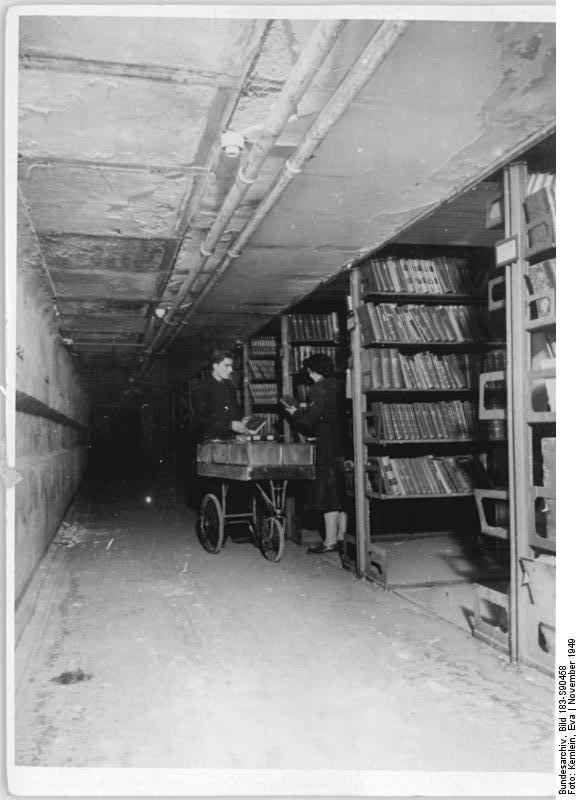
Magazin der Staatsbibliothek Unter den Linden mit Lipman-Regalen und zugehörigem Bücherwagen (1949)
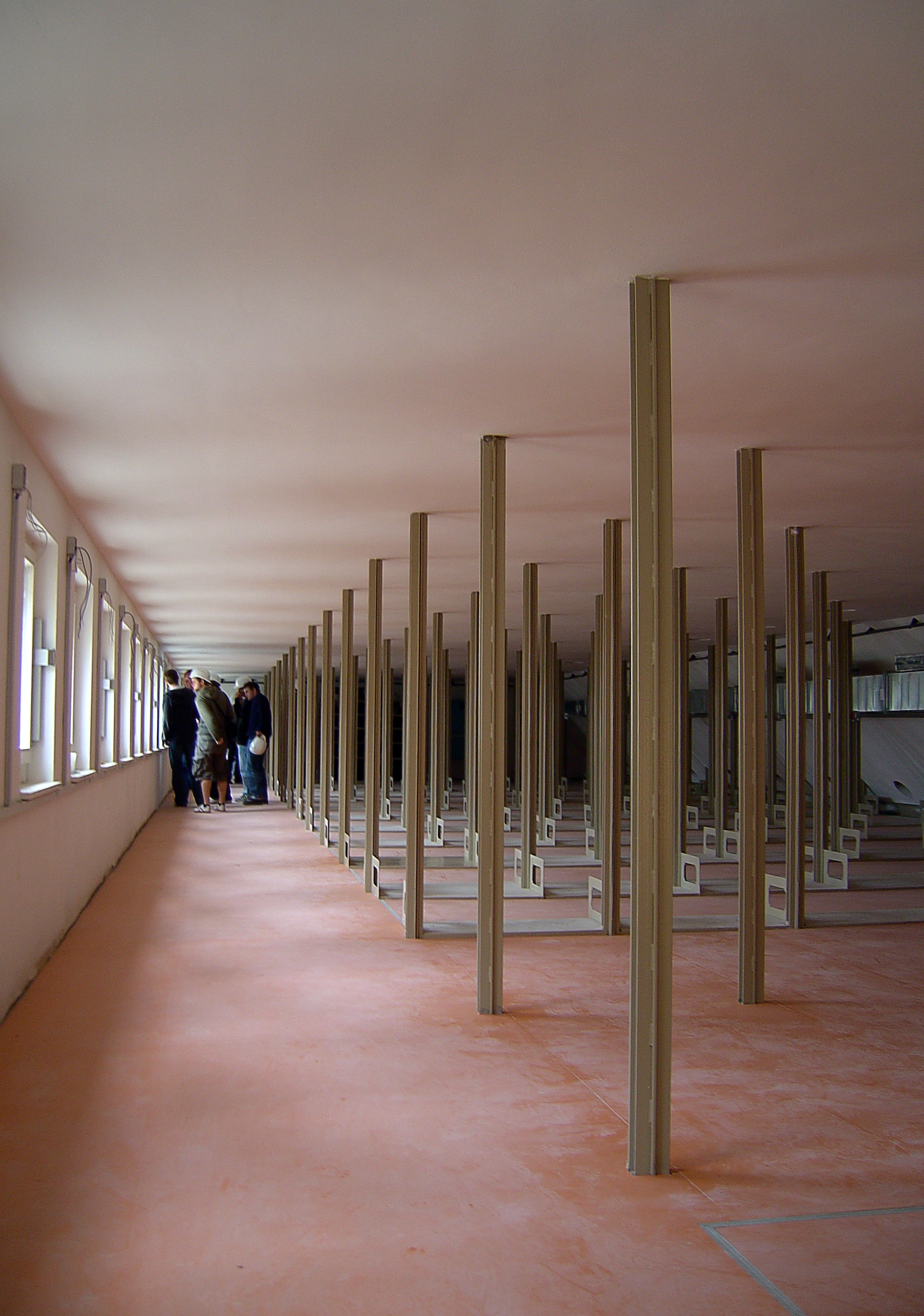
Ein Stockwerk des Magazins der Staatsbibliothek Unter den Linden kurz nach Abschluss der Restaurierung, noch ohne Regalböden (2008)

Mit der Niederlage Deutschlands im Ersten Weltkrieg 1918 gingen die Anlagen im Elsass und damit etwa 80 % des Firmenvermögens verloren. Der Hauptsitz kam nach Berlin. 1925 wurde das Unternehmen, bis dahin eine OHG, als Wolf Netter & Jacobi-Werke in eine Kommanditgesellschaft auf Aktien umgewandelt. Geschäftsinhaber zu diesem Zeitpunkt waren Ludwig Netter in Berlin, Eugen Jacobi (1877–1933) in Frankfurt am Main und Julius Seligsohn-Netter, Carl Leopold Netters Schwiegersohn in Berlin. Einzelprokurist war Direktor Eduard Goldschmidt in Berlin. 1926 übernahm Wolf Netter & Jacobi die Aktienmehrheit an der Butzke-Bernhard Joseph AG in Berlin; im Jahr darauf ging das Unternehmen eine langjährige Interessengemeinschaft mit der Hoesch AG ein.
Nach einem Einbruch von Umsatz und Erlös und einer Halbierung des Kapitals durch die Weltwirtschaftskrise brachten die 1930er Jahre und die Machtübernahme der Nationalsozialisten zunächst wirtschaftliche Erfolge durch die aufkommenden Rüstungsindustrie, zugleich aber die stärkste Gefährdung des jüdischen Familienunternehmens. Die Inhaber verhandelten mit Wilhelm Zangen, dem Generaldirektor der Mannesmannröhren-Werke, was 1938 zu einer völligen Übernahme durch Mannesmann führte. Der Preis von 10,3 Millionen Reichsmark und 38.000 Pfund Sterling, einmalige Sonderzahlungen und für zwei Jahre monatliche Zahlungen an Ludwig Netter und Julius Seligsohn-Netter, die nach England emigriert waren, entsprachen nach Erkenntnissen des Mannesmann-Archivars Horst A. Wessel „zwar nicht dem tatsächlichen Wert des Unternehmens, gingen aber über die damals üblichen Bedingungen“ bei der „Arisierung“ von Unternehmen hinaus. Am 29. März 1938 stimmten die Kommandit-Aktionäre der Übernahme zu. Mannesmann formte aus den Werken die Mannesmann-Stahlblechbau-AG. Die Majorität an der Butzke Bernhard Joseph AG übernahm die Deutsche Bank.
Wolf Netter & Jacobi wurde nach dem Zweiten Weltkrieg nicht wiederhergestellt. Die Restitution eines kleinen Vermögensteiles in der Schweiz erfolgte erst 2010.

## Produkte

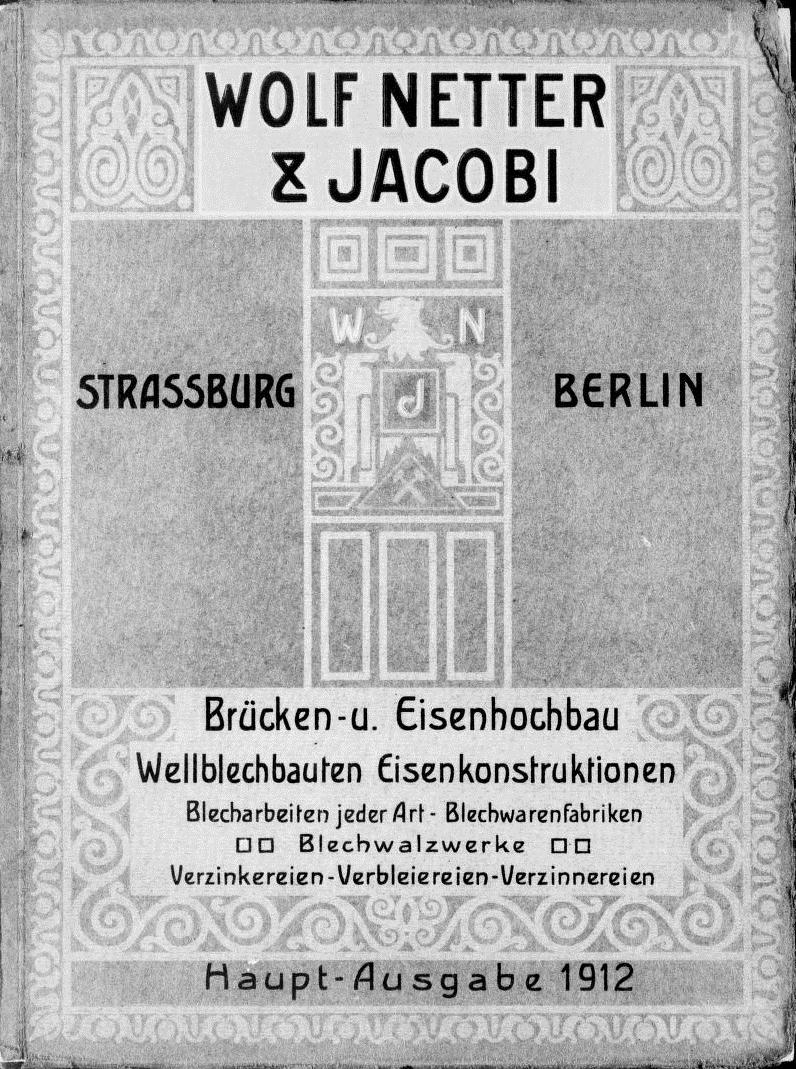
Titel des Katalogs von 1912

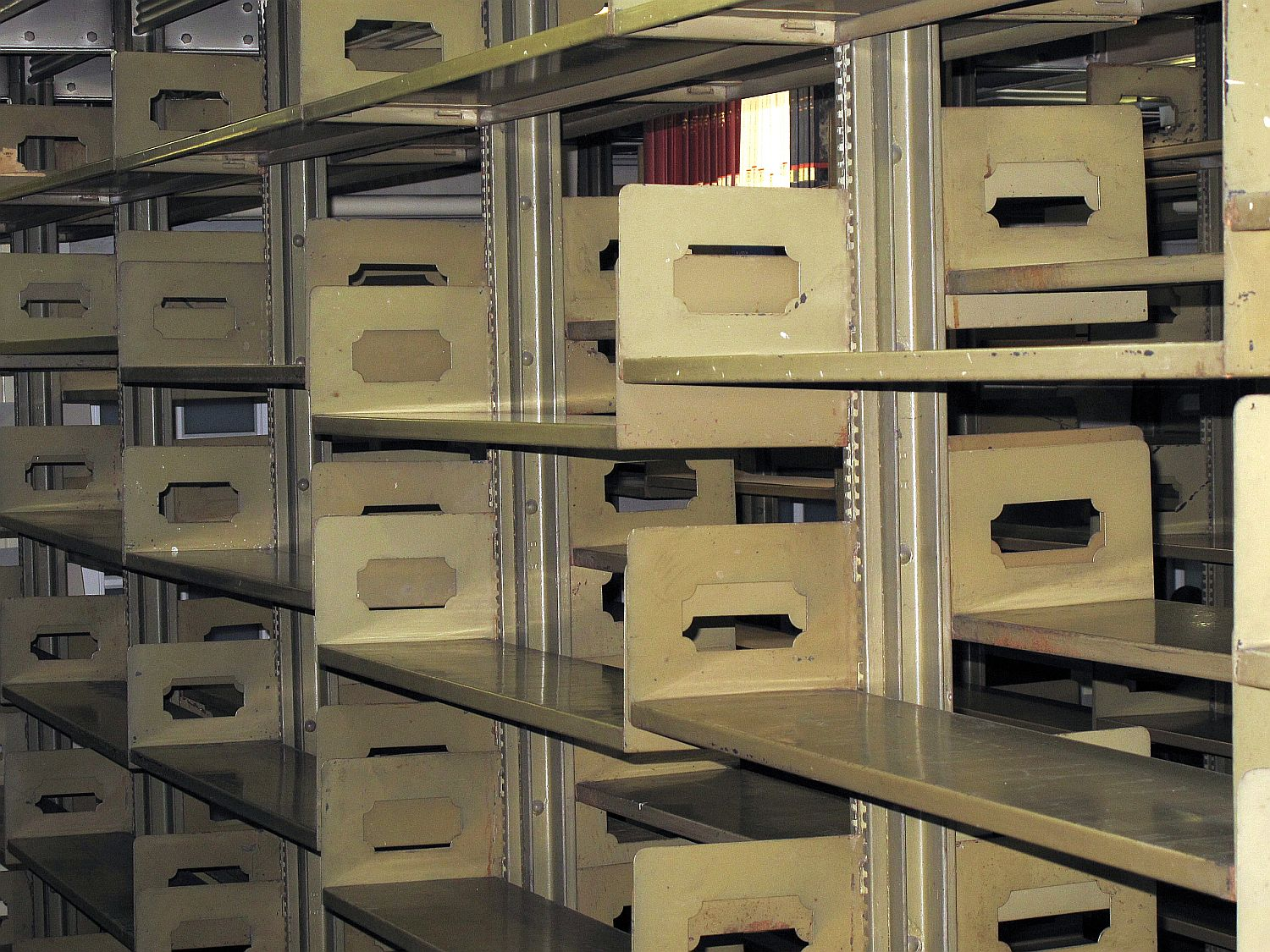
Lipman-Regal

- Bühler Stahl-Türzargen, Stahltüren, Stahltore
- Lipman-Regale
- Stahlmöbel: Aktenschränke, Karteikästen, Schreibtische, Schränke
- Panzer-Rollladen Rollador (DRP 395058)
- Verzinkte Pfannenbleche (Siegener Pfannen)
- Mülltonnen und -kästen
- Betonmischer
- Eiserne Transport-Fässer
- Boiler und Tankanlagen
- Wellblechbauten
- Fahrradständer und Garagen (Wellblech und Stahl)
- Förderanlagen
- Eisenhoch- und Brückenbau

## Standorte
- Bühl: Stammsitz, Stahl- und Wellblechbau
- Berlin: Werk Adlershof, Oppenstraße; Verwaltung Kurfürstendamm 52
- Finnentrop-Bamenohl: Walzwerk und Verzinkerei
- Finnentrop-Heggen: Biggetaler Eisenwerke
- Frankfurt am Main, Taunusstraße 5: Gesamtvertrieb (ab 1925), Eisengroßhandlung
- Fröndenberg-Langschede: Walzwerk und Verzinkerei
- Leipzig-Paunsdorf: Eisenbau Schiege (ab 1922)
- Lennestadt-Meggen: Christinenhütte (bis 1929)
- Hausach: Walzwerk
- Lehrte: Verzinkerei Hannover
- Strasbourg-Koenigshofen bis 1918